# Marsha Thomason
Marsha Thomason (Manchester, 19 gennaio 1976) è un'attrice britannica, nota per il ruolo di Nessa Holt nelle prime due stagioni della serie televisiva Las Vegas e per il ruolo ricorrente di Naomi Dorrit in Lost.

## Biografia
Nata e cresciuta a Manchester, figlia di padre inglese e madre giamaicana. Effettua gli studi presso la Holy Trinity Primary School a Blackley, successivamente alla North Manchester High School for Girls, prima di frequentare il Oldham Sixth Form College. Fin da giovanissima si appassiona alla recitazione e attorno ai dodici anni si unisce ad una compagnia teatrale, con la quale si esibisce in diverse pièce.
Debutta sotto la regia di Antonia Bird, che la dirige nel film televisivo Safe e successivamente nel cinematografico Il prete, in seguito lavora per alcune produzioni televisive britanniche, come Pie in the Sky, Where the Heart Is e Playing the Field. Dopo lungo tempo passato tra i protagonisti del West End di Londra, debutta sul palcoscenico del Royal Court Theatre interpretando una prostituta quindicenne in Breath Boom.
Nel 2002 recita al fianco di Lukas Haas nell'horror Long Time Dead, dopodiché inizia a lavorare negli Stati Uniti nell'avventuroso Black Knight e ottenendo ruoli nelle commedie La casa dei fantasmi e Il padre di mio figlio. Nel frattempo partecipa alla prime due stagioni della serie televisiva Las Vegas, dove tra il 2003 il 2005 interpreta Nessa Holt. In seguito prende parte a cortometraggi e a film indipendenti; nel 2006 ottiene un ruolo di spicco nel film Caffeine, con Mena Suvari.
Nel 2007 partecipa a 11 episodi di Lost, interpretando il ruolo di Naomi Dorrit, membro dell'equipaggio del cargo Kahana che si paracaduta sull'isola. Thomason appare per la prima volta nell'episodio Piovuta dal cielo, successivamente il suo personaggio viene accoltellato in Attraverso lo specchio, episodio finale delle terza stagione, per poi morire a causa della ferita nel primo episodio della quarta stagione. Il personaggio di Naomi riappare successivamente nell'episodio della quinta stagione Il padre che non c'era.
Terminata l'esperienza con Lost, torna al cinema, come una degli interpreti di Trappola in fondo al mare 2 - Il tesoro degli abissi del 2009, sequel di Trappola in fondo al mare. Nel 2009 appare in Make It or Break It - Giovani campionesse ed entra a far parte del cast della nuova serie White Collar.
Nel 2012 presta la sua voce a Diana Burnwood, l'agente ICA di collegamento di 47 nel videogame Hitman: Absolution.

## Filmografia parziale

### Cinema
- Il prete (Priest), regia di Antonia Bird (1994)
- Black Knight, regia di Gil Junger (2001)
- Long Time Dead, regia di Marcus Adams (2002)
- La casa dei fantasmi (The Haunted Mansion), regia di Rob Minkoff (2003)
- Il padre di mio figlio (My Baby's Daddy), regia di Cheryl Dunye (2004)
- Caffeine, regia di John Cosgrove (2006)
- Trappola in fondo al mare 2 - Il tesoro degli abissi (Into the Blue 2: The Reef), regia di Stephen Herek (2009)

### Televisione
- Pie in the Sky - serie TV, 8 episodi (1997)
- Where the Heart Is - serie TV, 20 episodi (1998-1999)
- Las Vegas – serie TV , 47 episodi (2003-2005)
- Lost – serie TV, 11 episodi (2007-2009)
- General Hospital - serial TV, 4 puntate (2009)
- Make It or Break It - Giovani campionesse (Make It or Break It) – serie TV, 6 episodi (2009-2010)
- White Collar – serie TV, 69 episodi (2009-2014)
- 2 Broke Girls – serie TV, 2 episodi (2011)
- Men at Work – serie TV, 2 episodi (2014)
- The Good Doctor – serie TV, 3 episodi (2017-2018)
- NCIS: Los Angeles – serie TV, 8 episodi (2017-2020)
- Cobra - Unità anticrisi (Cobra) – serie TV (2020-in corso)
- Magnum P.I. – serie TV, 4 episodi (2021)

## Doppiatrici italiane
Nelle versioni in italiano dei suoi lavori, è stata doppiata da:
- Stella Musy in Black Knight, Lost, Make It or Break It - Giovani campionesse, The Good Doctor
- Perla Liberatori in Caffeine, Better Things
- Laura Romano in La casa dei fantasmi, Cobra - Unità anticrisi
- Silvia Tognoloni in Las Vegas, Trappola in fondo al mare 2 - Il tesoro degli abissi
- Laura Facchin in White Collar
- Valeria Vidali in NCIS: Los Angeles
- Guendalina Ward in Magnum P.I.

Da doppiatrice, è stata sostituita da:
- Veronica Rocca in Hitman: Absolution